# Sanfilippodytes compertus
Sanfilippodytes compertus là một loài bọ cánh cứng trong họ Bọ nước. Loài này được Brown miêu tả khoa học năm 1932.